# Assassinio di Shinzō Abe
L'assassinio di Shinzō Abe venne commesso l'8 luglio 2022 alle 11:30 nella città di Nara, dove si era recato per un comizio elettorale, quando fu improvvisamente raggiunto da due colpi d'arma da fuoco per mano di Tetsuya Yamagami, un ex-militare di 41 anni facente parte della Kaijō Jieitai.

## I fatti
L'8 luglio 2022 si era recato nella città di Nara per tenere un discorso a un comizio in favore della rielezione del candidato del suo partito alla Camera dei Consiglieri Kei Satō nelle elezioni che si sarebbero tenute il 10 luglio, quando fu raggiunto da due colpi d'arma da fuoco: il primo lo colpì al collo e il secondo, quello fatale, al cuore. Abe fu trasportato all'ospedale di Kashihara, dove fu ufficialmente dichiarato morto per emorragia alle 17:03. La sua salma fu trasferita a Tokyo il giorno successivo all'assassinio. I funerali si svolsero in forma privata il 12 luglio presso il tempio buddhista Jōdo-shū di Zōjō-ji. Dopo la cremazione, le ceneri sono state riportate nella sua città natale di Nagato e sepolte nel cimitero di famiglia, accanto alla tomba del padre. I funerali di Stato effettivi vennero poi celebrati il successivo 27 settembre.

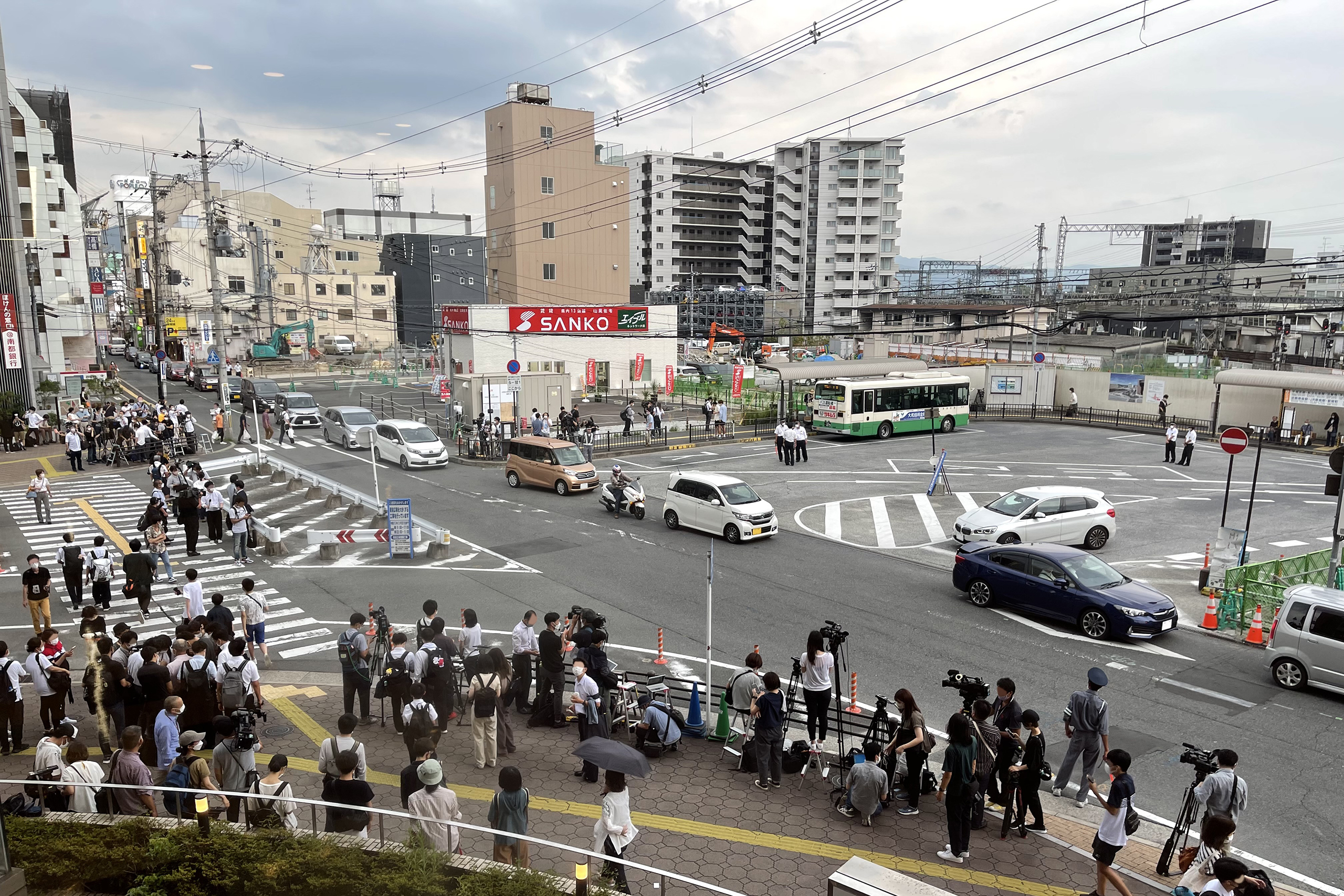
Il luogo del comizio di Abe poco dopo l'attentato

L'uomo che gli sparò, Tetsuya Yamagami, un ex militare di 41 anni della Kaijō Jieitai, forza militare marittima giapponese, venne immediatamente individuato e arrestato dalla polizia locale. Durante l'interrogatorio l'ex militare, che aveva usato un'arma fabbricata da lui stesso per uccidere Abe, ha dichiarato di nutrire rancore nei confronti della chiesa dell'unificazione, che, sempre secondo Yamagami, sarebbe stata collegata all'ex premier. Dichiarò inoltre di essere risentito per il fatto che sua madre avesse subito il lavaggio del cervello da parte del gruppo religioso che l'aveva portata alla rovina, incolpando Abe di essere stato lui a diffondere tale religione in Giappone.